# عباس‌آباد ۲ (بردسیر)
عباس‌آباد ۲ یک منطقهٔ مسکونی در ایران است که در بخش مرکزی شهرستان بردسیر واقع شده‌است. براساس سرشماری مرکز آمار ایران در سال ۱۳۹۵، این روستا کمتر از سه خانوار جمعیت داشته‌است.